# Parabothus chlorospilus
Parabothus chlorospilus es una especie de pez de la familia Bothidae.

## Hábitat
Es un pez de mar.

## Distribución geográfica
Se encuentra en las costas de las islas Hawái.